# Badaobanahalli, Madhugiri
Badaobanahalli là một làng thuộc tehsil Madhugiri, huyện Tumkur, bang Karnataka, Ấn Độ.